# Izoamil-acetát
Az izoamil-acetát (más néven izopentil-acetát) színtelen, körteszagú és hígított állapotban körteízű, gyúlékony folyadék. Vízben kis mértékben, szerves oldószerekben jól oldódik. A természetben is megtalálható a banán olajában.

## Előállítás
Az izoamil-acetát az izoamil-alkohol és az ecetsav észtere. Ezekből állítják elő általában kénsav katalizátorral (Fischer-féle észterezés):

## Felhasználás
Az élelmiszeripar gyümölcsaromaként, a hadsereg gázálarc tesztelésére használja (mert gőzei köhögésre ingerelnek, viszont csak kis mértékben mérgező). Oldószerként régi olaj- és lakkfestékek eltávolítására is alkalmas.
A méhek Kozsevnyikov-mirigyében termelődő feromon egyik vegyülete, mellyel vonzzák és szúrásra ösztönzik egymást.

## Fordítás
Ez a szócikk részben vagy egészben  az   Isoamyl acetate című angol Wikipédia-szócikk fordításán alapul.  Az eredeti cikk szerkesztőit annak laptörténete sorolja fel. Ez a jelzés csupán a megfogalmazás eredetét és a szerzői jogokat jelzi, nem szolgál a cikkben szereplő információk forrásmegjelöléseként.

## Lásd még
- Fehér Erika: Oldószermérnökség alkalmazása izoamil-acetát enzimatikus előállítására - doktori értekezés
- Gubicza László: Nem konvencionális közegekben lejátszódó enzimkatalikus észterezési reakciók vizsgálata - doktori értekezés